# 磷化锑
磷化锑是一种无机化合物，化学式为SbP。

## 制备
将P(SiMe3)3逐滴加入SbCl3的甲苯溶液中，形成黑色沉淀，即SbP。